# Star 266M

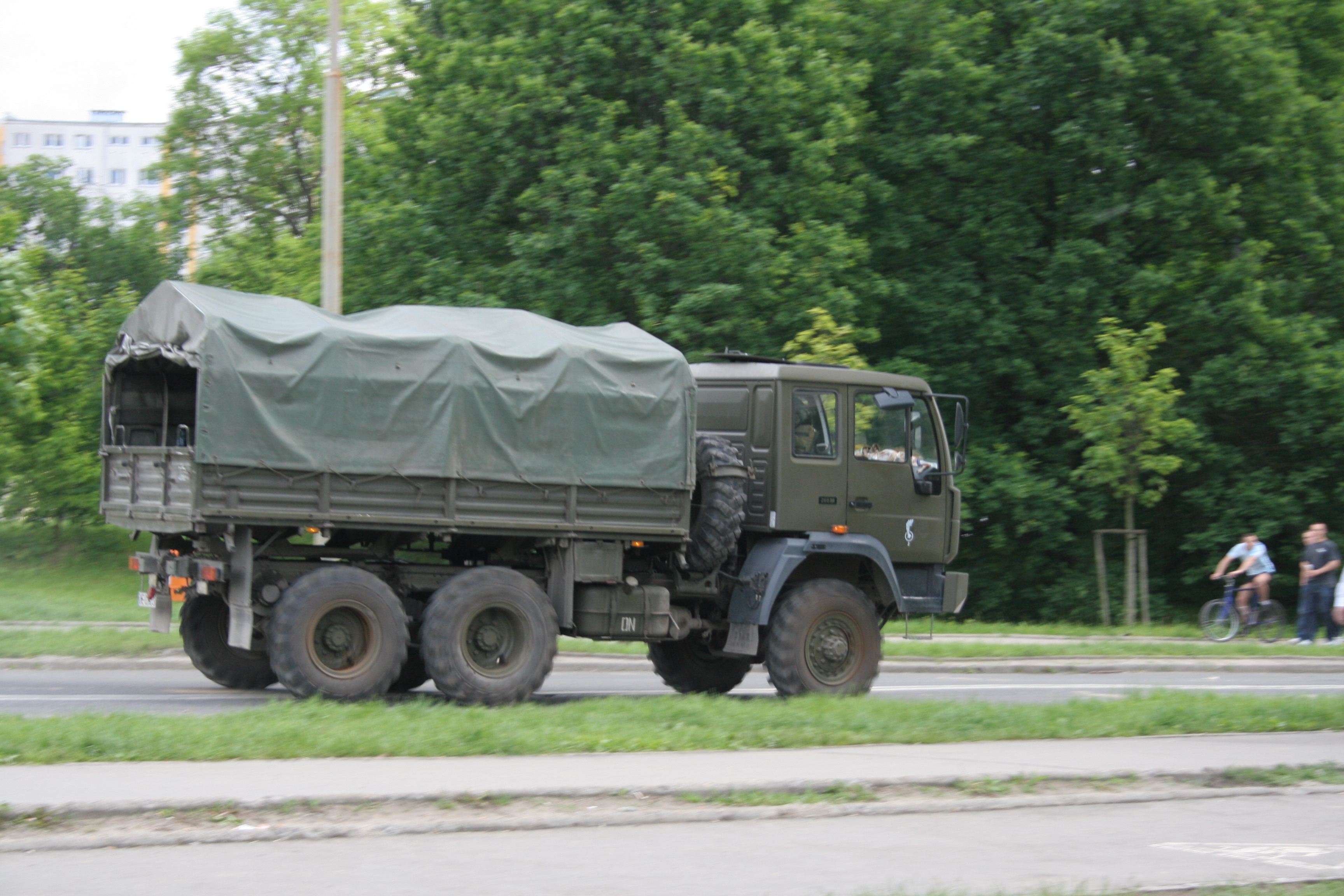
Star 266M

Star 266M — среднетоннажный грузовой автомобиль повышенной проходимости производства завода грузовых автомобилей «Star» в городе Стараховице (ПНР). Это модернизация автомобиля Star 266.

## История
Впервые автомобиль Star 266M был представлен в 2002 году. Представляет собой модернизацию автомобиля Star 266 путём использования деталей от Star 1366.
Автомобиль предназначается для перевозки грузов до 3500 кг по бездорожью и до 5000 кг по асфальту, в том числе для буксировки прицепов полной массой до 4000 кг.
Производство завершилось в 2006 году.